# Campagna britannica nel mar Baltico
La campagna britannica nel mar Baltico si svolse tra il dicembre 1918 e il dicembre 1919 come parte dell'intervento alleato nella rivoluzione russa.
Le forze della Royal Navy britannica intervennero nella regione dei Paesi Baltici in sostegno dei locali movimenti indipendentisti estone e lettone, insorti in armi contro il nuovo regime bolscevico instauratosi a Pietrogrado dopo i fatti della rivoluzione di ottobre, oltre che per appoggiare le forze controrivoluzionarie dell'Armata Bianca: le navi britanniche condussero missioni di bombardamento costiero in appoggio dei reparti a terra e di scorta ai convogli di rifornimenti diretti alle truppe nazionaliste, confrontandosi con le forze navali bolsceviche asserragliate nella base di Kronštadt; ciò portò a varie azioni su piccola scala che portarono perdite da entrambe le parti.
Le operazioni britanniche cessarono nel dicembre 1919, dopo la sconfitta delle Armate Bianche e la progressiva cessazione dei combattimenti tra bolscevichi e nazionalisti baltici.

## Antefatti
I turbolenti eventi della Rivoluzione russa, a partire dall'abbattimento del regime zarista nel corso della "rivoluzione di febbraio" (marzo 1917) fino alla presa del potere da parte dei bolscevichi di Vladimir Lenin con la cosiddetta "rivoluzione d'ottobre" (novembre 1917), ebbero i loro effetti anche nella regione dei Paesi Baltici: il progressivo dissolversi dell'autorità dell'Impero russo portò alla rinascita dei movimenti nazionalistici locali, desiderosi di porre fine al secolare dominio della Russia sulla regione. Il nuovo governo bolscevico della Repubblica Socialista Federativa Sovietica Russa si affrettò a intavolare trattative con gli Imperi centrali al fine di far uscire il paese dalla prima guerra mondiale, ma la pretesa dei russi di arrivare a una pace "senza annessioni e senza indennità" provocò uno stallo dei negoziati fino a scatenare la reazione dei tedeschi che, desiderosi di concludere al più presto le ostilità sul fronte orientale, nel febbraio 1918 lanciarono l'Operazione Faustschlag: contro una resistenza trascurabile da parte dei demoralizzati reparti dell'esercito russo, i tedeschi occuparono una larga fetta di territori comprendente anche le intere Lettonia ed Estonia, fino a obbligare il governo di Lenin a siglare il trattato di Brest-Litovsk il 3 marzo 1918, comportante pesanti concessioni territoriali a favore degli Imperi centrali; le richieste dei nazionalisti locali per la costituzione di proprie patrie indipendenti furono in gran parte ignorate dai tedeschi, che riunirono i territori di Estonia e Lettonia in un "Ducato Baltico Unito" posto sotto il loro stretto controllo.

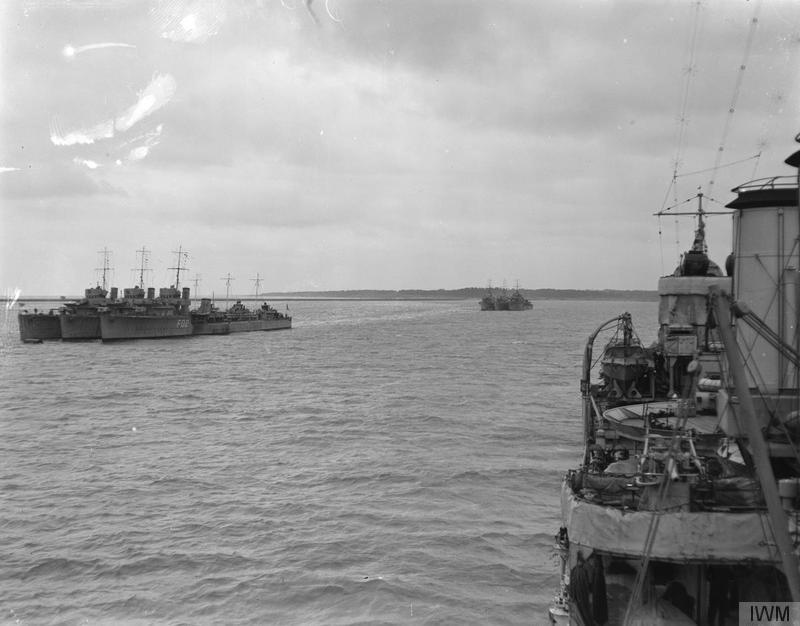
Forze navali britanniche all'àncora nel porto lettone di Liepāja nel dicembre 1918

La fine della prima guerra mondiale l'11 novembre 1918 con il sostanziale collasso della Germania, preda di violenti rivolgimenti rivoluzionari interni, lasciò un vuoto di potere nei territori dell'est occupati a seguito del trattato di Brest-Litovsk, consentendo tanto ai comitati nazionali locali di riprendere la loro attività quanto alle forze bolsceviche di riguadagnare il territorio perduto organizzando una grande offensiva verso ovest da parte della neonata Armata Rossa. Mentre i reparti tedeschi smobilitavano, l'11 novembre 1918 l'assemblea provinciale estone (Maapäev) riprese le attività a Tallinn dopo l'effimera dichiarazione d'indipendenza dell'Estonia già proclamata il 24 febbraio 1918 e fino ad allora rimasta inattuata, ma dovette subire a partire dal 22 novembre l'offensiva da parte delle forze bolsceviche russe ai suoi confini orientali, scontri che diedero vita alla cosiddetta guerra d'indipendenza estone; gli eventi si svolsero in maniera simile anche nella confinante Lettonia, dove il locale consiglio del popolo (Tautas padome) proclamò l'indipendenza della regione il 18 novembre 1918 ma dovette fronteggiare fin da subito l'invasione delle forze bolsceviche russe, affiancate del resto da ampi contingenti di lettoni "rossi": il governo provvisorio lettone non aveva truppe per fronteggiare la minaccia, ma trovò il sostegno della locale comunità dei tedeschi del Baltico che, con l'aiuto dei reparti tedeschi smobilitati, costituì una propria e ben organizzata milizia (Baltische Landeswehr) con cui partecipare all'incipiente guerra d'indipendenza lettone.
Il collasso della Russia e la presa del potere da parte dei bolscevichi avevano causato lo sconcerto degli Alleati della prima guerra mondiale, infuriati per la stipula da parte dei russi di una pace separata con la Germania e timorosi per l'espansione delle idee del comunismo e delle sue istanze rivoluzionarie; con l'inizio della violenta guerra civile russa tra l'Armata Rossa bolscevica e l'Armata Bianca nazionalista e reazionaria, gli Alleati presero quindi a inviare contingenti di truppe in varie regioni della Russia per appoggiare i movimenti controrivoluzionari ostili al governo di Lenin. Nell'ambito di tali operazioni, il Regno Unito iniziò a interessarsi alla situazione nella regione del Baltico: il governo britannico riconobbe di fatto l'indipendenza dell'Estonia il 3 maggio 1918 e quella della Lettonia l'11 novembre 1918, e sotto la spinta dell'allora Segretario di Stato per la Guerra Winston Churchill, un fiero anti-bolscevico e forte sostenitore dell'intervento occidentale nella guerra civile russa, prese la decisione di intervenire in appoggio dei baltici con una spedizione armata. Ai primi di dicembre 1918 uno squadrone della Royal Navy sotto l'ammiraglio Edwyn Alexander-Sinclair ricevette quindi l'ordine di trasferirsi nel mar Baltico e di condurre operazioni in sostegno dei nazionalisti locali.

## La campagna

### Forze in campo

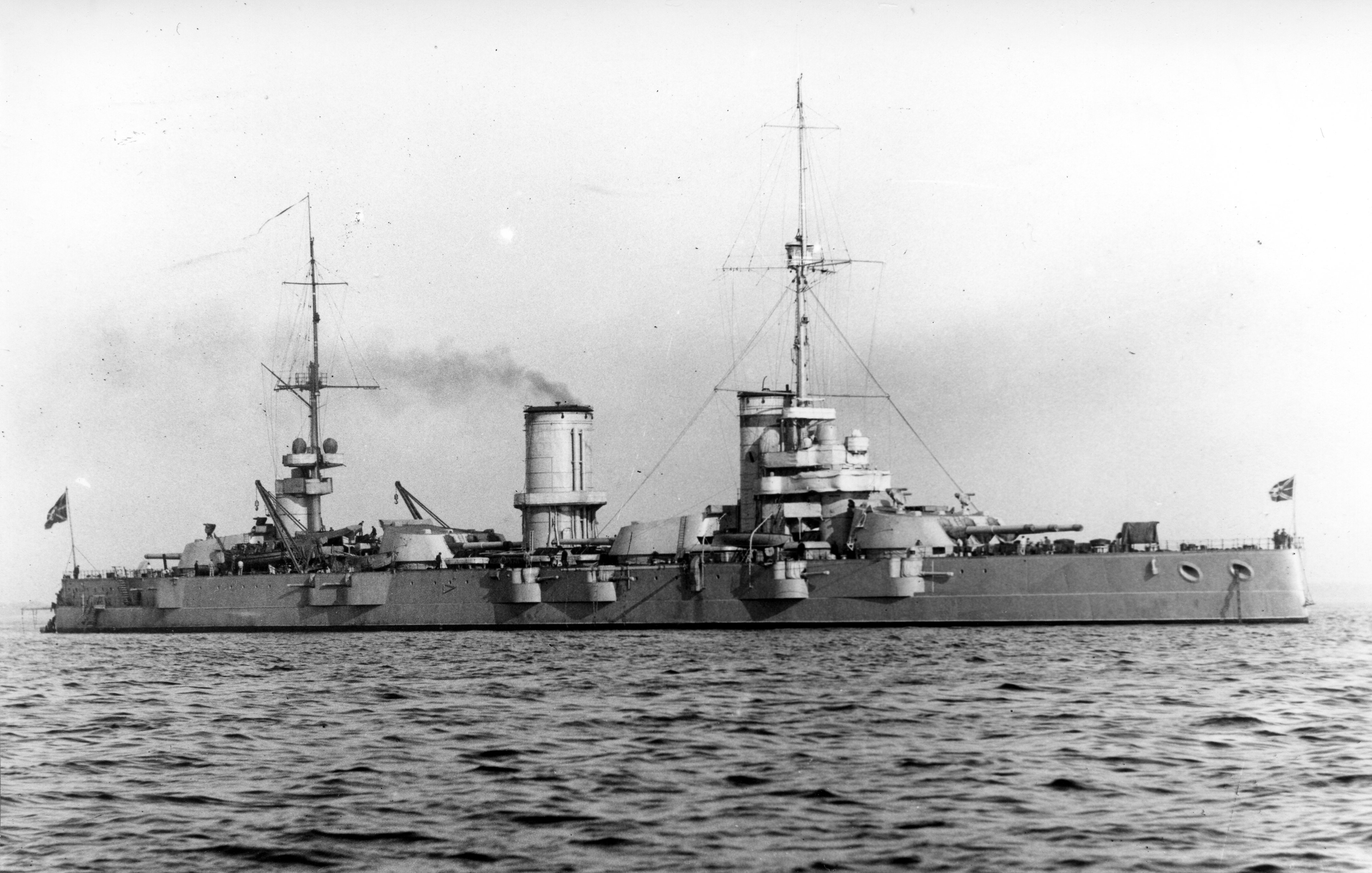
La dreadnought Petropavlovsk, principale unità in servizio con le forze bolsceviche nel Baltico

La forza inizialmente assegnata al comando di Sinclair comprendeva i sei incrociatori leggeri del 6th Light Cruiser Squadron appartenenti alla moderna classe C e uno squadrone di nove cacciatorpediniere delle moderne classi V e W; gli ordini di Sinclair erano di proteggere gli invii di truppe e rifornimenti ai nazionalisti nei porti estoni e lettoni, di appoggiare i reparti a terra con il tiro dei suoi cannoni e in generale di negare alle unità bolsceviche l'accesso alle acque del Baltico.
L'avversario che i britannici si trovavano di fronte era rappresentato da ciò che restava della Flotta del Baltico dell'ex Marina imperiale russa, dall'11 febbraio 1918 rinominata "Flotta Rossa degli Operai e dei Contadini" (Raboče-Krest'janskij Krasnyj Flot). A differenza della Flotta del Mar Nero, quella del Baltico era riuscita a conservare in massima parte intatte le sue più importanti unità da guerra e a preservare il suo potenziale bellico, uscito dall'impari confronto con la flotta tedesca negli anni della prima guerra mondiale; i problemi più gravi riguardavano però il personale: nei turbolenti mesi della rivoluzione migliaia di marinai avevano abbandonato le loro navi e, per quanto nei loro ranghi si trovassero molti ardenti sostenitori, gli equipaggi avevano finito con il disperdersi per tutto il paese. Il corpo ufficiali era uscito pesantemente decimato dalla rivoluzione: migliaia di ufficiali erano caduti vittima del "Terrore rosso" o dei disordini incontrollati esplosi nei primi giorni della rivoluzione, altri si erano schierati a favore dei "bianchi" e altri ancora avevano semplicemente lasciato il paese per fuggire all'estero; i cantieri navali di tutto il paese erano bloccati dalla carenza di manodopera e di materie prime, con il risultato che la costruzione di nuove unità era stata del tutto abbandonata e la manutenzione delle navi già in servizio di fatto sospesa.
Conseguentemente, le uniche unità pienamente operative nel dicembre 1918 comprendevano la nave da battaglia Petropavlovsk (una dreadnought classe Gangut ormai superata), la vecchia corazzata pre-dreadnought Andrei Pervozvanny, uno o due incrociatori, una mezza dozzina di cacciatorpediniere delle moderne classi Orfej e Izyaslav e qualche sommergibile; dopo la perdita delle basi in Estonia e in Finlandia, tutte queste unità dovevano operare dall'unica base navale rimasta sotto controllo russo nel Baltico, l'isola-fortezza di Kronštadt. L'ammiraglio Lev Galler ricopriva la carica di capo di stato maggiore, ma doveva sottostare alle decisioni del commissario politico della flotta Fyodor Raskolnikov, membro del Consiglio Militare Rivoluzionario.

### Prime azioni
Le unità di Sinclair arrivarono nei porti baltici ai primi di dicembre, dovendo registrare subito una perdita: mentre era in rotta per raggiungere Tallinn, il 5 dicembre 1918 l'incrociatore leggero HMS Cassandra finì in un campo di mine navali tedesche non segnato sulle carte al largo di Liepāja, affondando con la perdita di undici membri dell'equipaggio. Le navi britanniche furono inizialmente impegnate a sostenere gli estoni, la cui situazione era critica: le città di Narva e Tartu erano state catturate dai bolscevichi, e l'Armata Rossa aveva raggiunto Tapa a pochi chilometri dalla capitale Tallinn; la situazione dei reparti estoni iniziò tuttavia a migliorare quando ampi quantitativi di armi iniziarono ad arrivare loro per tramite dei britannici, unitamente all'arrivo di contingenti di volontari finlandesi. Oltre a scortare i rifornimenti destinati agli estoni, le navi di Sinclair furono impegnate anche direttamente negli scontri: il 13 dicembre gli incrociatori britannici bombardarono le postazioni bolsceviche a Narva distruggendo l'unico ponte sull'omonimo fiume, molto importante per il rifornimento dei reparti dell'Armata Rossa, mentre il 24 dicembre coprirono lo sbarco di un contingente di truppe estoni alle spalle dello schieramento nemico a Kunda.

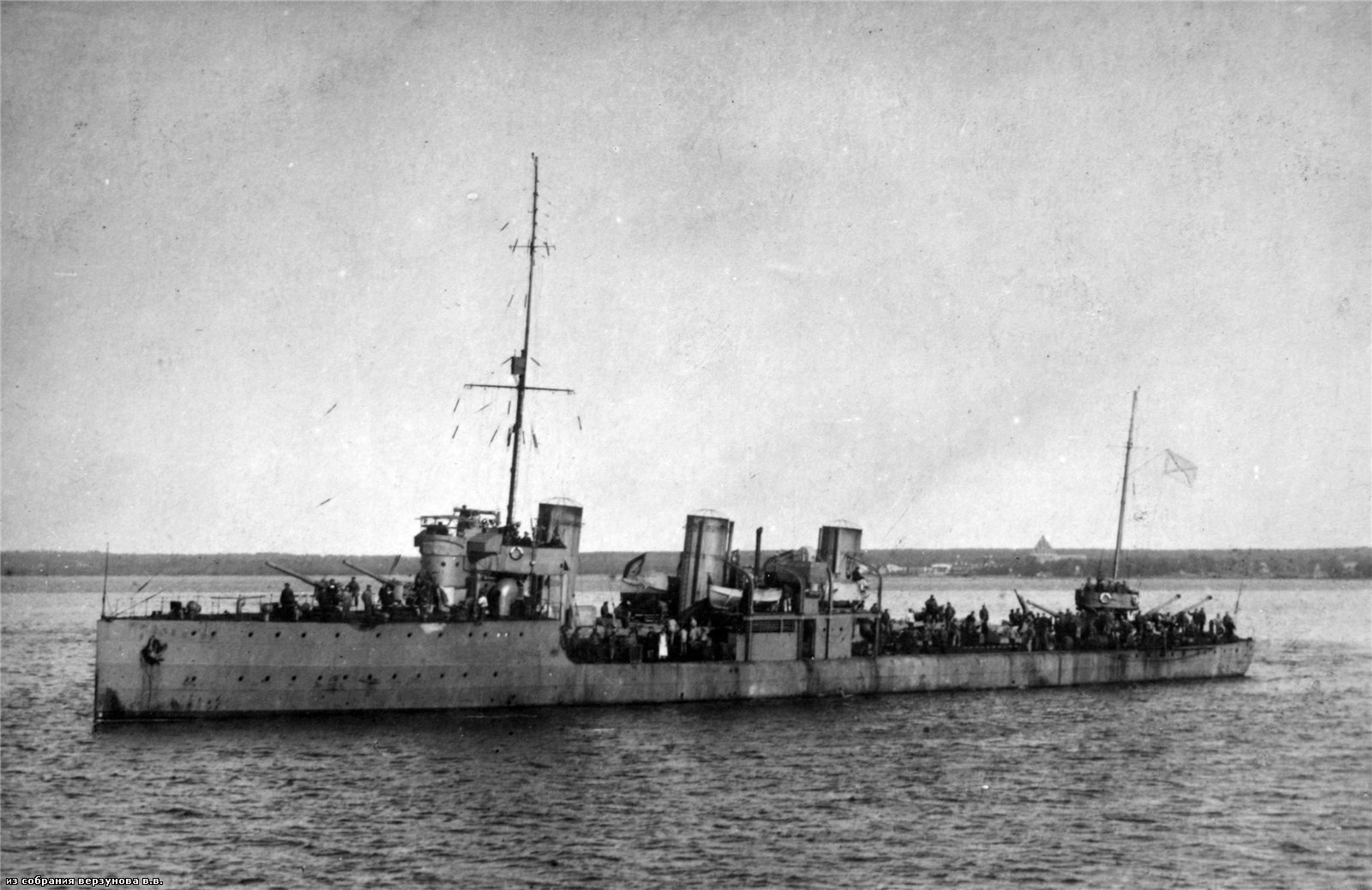
il cacciatorpediniere russo Avtroil, catturato dai britannici il 26 dicembre 1918

La presenza di navi britanniche nella zona del Golfo di Finlandia spinse il comando della Flotta del Baltico a organizzare un'incursione contro il porto di Tallinn: protetti a distanza dalla pre-dreadnought Andrei Pervozvanny e dall'incrociatore protetto Oleg, i cacciatorpediniere Avtroil e Spartak penetrarono nella rada di Tallinn il 26 dicembre, ma dovettero fuggire all'approssimarsi delle forze britanniche dislocate in loco (gli incrociatori leggeri HMS Calypso e HMS Caradoc e quattro cacciatorpediniere); nel corso dell'inseguimento entrambi i cacciatorpediniere russi subirono guasti ai motori che li immobilizzarono, consentendo ai britannici di catturarli intatti: a bordo dello Spartak fu scoperto e fatto prigioniero il commissario politico della Flotta del Baltico Fyodor Raskolnikov, che fu poi rimpiazzato nel suo ruolo da Nikolai Kuzmin. Le due unità furono consegnate agli estoni e, riparate e rinominate rispettivamente Lennuk e Wambola, andando a costituire il primo nucleo della Marina militare estone; gli equipaggi russi furono consegnati agli estoni e imprigionati sull'isola di Naissaar, dove due mesi più tardi molti di loro furono giustiziati dai loro carcerieri.
Ai primi di gennaio 1919, il 6th Light Cruiser Squadron di Sinclair fu richiamato in patria e sostituito alla guida delle operazioni britanniche nel Baltico dal 1st Light Cruiser Squadron dell'ammiraglio Walter Cowan. Se la situazione sul fronte estone andava migliorando, con le riorganizzate forze locali ormai al contrattacco per riguadagnare il terreno perduto, più critica era quella sul fronte lettone: l'Armata Rossa aveva occupato gran parte delle regioni orientali nel corso del dicembre 1918, e nonostante l'arrivo di un piccolo contingente britannico la capitale Riga era stata sgombrata dai nazionalisti e occupata dai bolscevichi il 3 gennaio 1919; il governo nazionalista e le milizie tedesche alleate riuscirono a mantenere il controllo solo di una piccola striscia di terreno nel sud-ovest tra Ventspils e Liepāja. Un accordo con gli estoni e l'arrivo via mare di rinforzi tedeschi sotto il comando del generale Rüdiger von der Goltz consentirono ai nazionalisti lettoni di lanciare una controffensiva a partire dal febbraio 1919, riguadagnando terreno tanto nel nord quanto nel sud del paese; in un'insolita alleanza tra ex nemici, i britannici furono ben lieti di impiegare le truppe tedesche come loro surrogati nel sostegno ai lettoni contro i bolscevichi, anche se presto fu chiaro che i tedeschi puntavano più a istituire un proprio governo sulla regione che a costituire una Lettonia indipendente: il 16 aprile 1919 le milizie tedesche condussero un colpo di stato a Liepāja ai danni del governo provvisorio lettone, obbligando il primo ministro Kārlis Ulmanis a cercare rifugio a bordo delle navi britanniche.

### Gli attacchi a Kronštadt

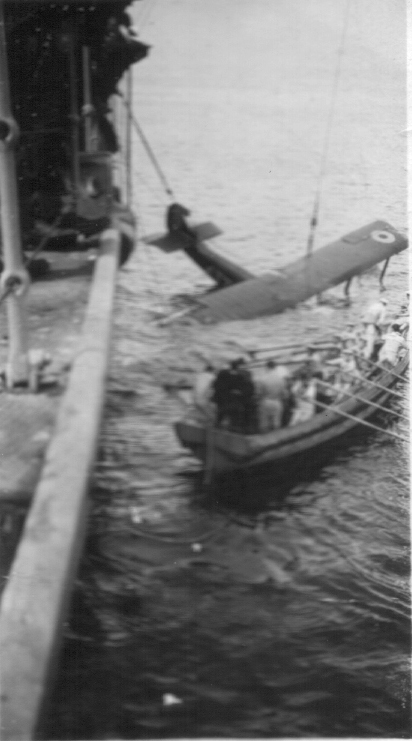
Un velivolo della portaerei precipitato in mare al rientro da una missione nel Baltico

Lo scioglimento dei ghiacci pose fine alla stasi invernale delle operazioni navali nel Golfo di Finlandia, e l'ammiraglio Cowan tornò a dedicare la sua attenzione alle operazioni in appoggio alle forze estoni, imponendo il blocco ai movimenti navali russi a partire dalla base di Kronštadt anche grazie all'arrivo a Tallinn dei sommergibili della 7th Submarine Flotilla; il 13 maggio, mentre era in rotta da Liepāja, l'incrociatore leggero HMS Curacoa, nave ammiraglia di Cowan, urtò una mina al largo di Tallinn riportando danni e vittime tra l'equipaggio: l'incrociatore dovette essere inviato in patria per le riparazioni, e l'ammiraglio si trasferì sul gemello HMS Cleopatra. Le forze navali estoni del contrammiraglio Johan Pitka condussero varie operazioni anfibie lungo la costa settentrionale dell'Estonia e le navi britanniche furono schierate per fornire loro protezione a distanza, spingendosi fino al limitare dei campi minati difensivi che proteggevano Kronštadt. Il 18 maggio il Cleopatra e tre cacciatorpediniere britannici scambiarono colpi con una formazione di navi bolsceviche in uscita da Kronštadt, mettendo a segno un proiettile su un cacciatorpediniere russo ma ritirandosi dopo che le batterie costiere della fortezza ebbero aperto il fuoco; una nuova scaramuccia si verificò il 31 maggio al largo dell'isola di Seskar, quando il cacciatorpediniere russo Azard fu intercettato da una flottiglia di cacciatorpediniere britannici mentre procedeva verso ovest: in soccorso dello Azard intervenne la nave da battaglia Petropavlovsk, che mise a segno due colpi d'artiglieria sul cacciatorpediniere HMS Walker causando danni leggeri e un ferito, spingendo le unità britanniche a ritirarsi.
Ai primi di giugno le navi britanniche stabilirono una base avanzata nel porto finlandese di Björkö, sul lato nord del Golfo di Finlandia e molto più vicino a Kronštadt. Le forze navali russe tentarono di ostacolare i movimenti navali nemici, e il 9 giugno i cacciatorpediniere Gavril e Azard furono sorpresi dal sommergibile britannico HMS L55 mentre stendevano un campo minato nel Golfo di Kopor'e: i bolscevichi schivarono la salva di siluri lanciata dal battello britannico e, passati al contrattacco, lo affondarono a colpi di cannone con la perdita di tutto l'equipaggio. Nella notte tra il 16 e il 17 giugno, invece, furono i britannici a mettere a segno un successo: muovendo dalle acque finlandesi, la piccola motosilurante costiera (Coastal Motor Boat) CMB-4 riuscì a svicolare tra le pattuglie e i campi minati russi e, penetrata nella rada di Kronštadt, a silurare l'incrociatore Oleg fermo all'àncora, il quale affondò pur se con poche perdite tra il suo equipaggio; per questa azione il comandante dell'unità britannica, tenente Augustus Agar, fu insignito della Victoria Cross.

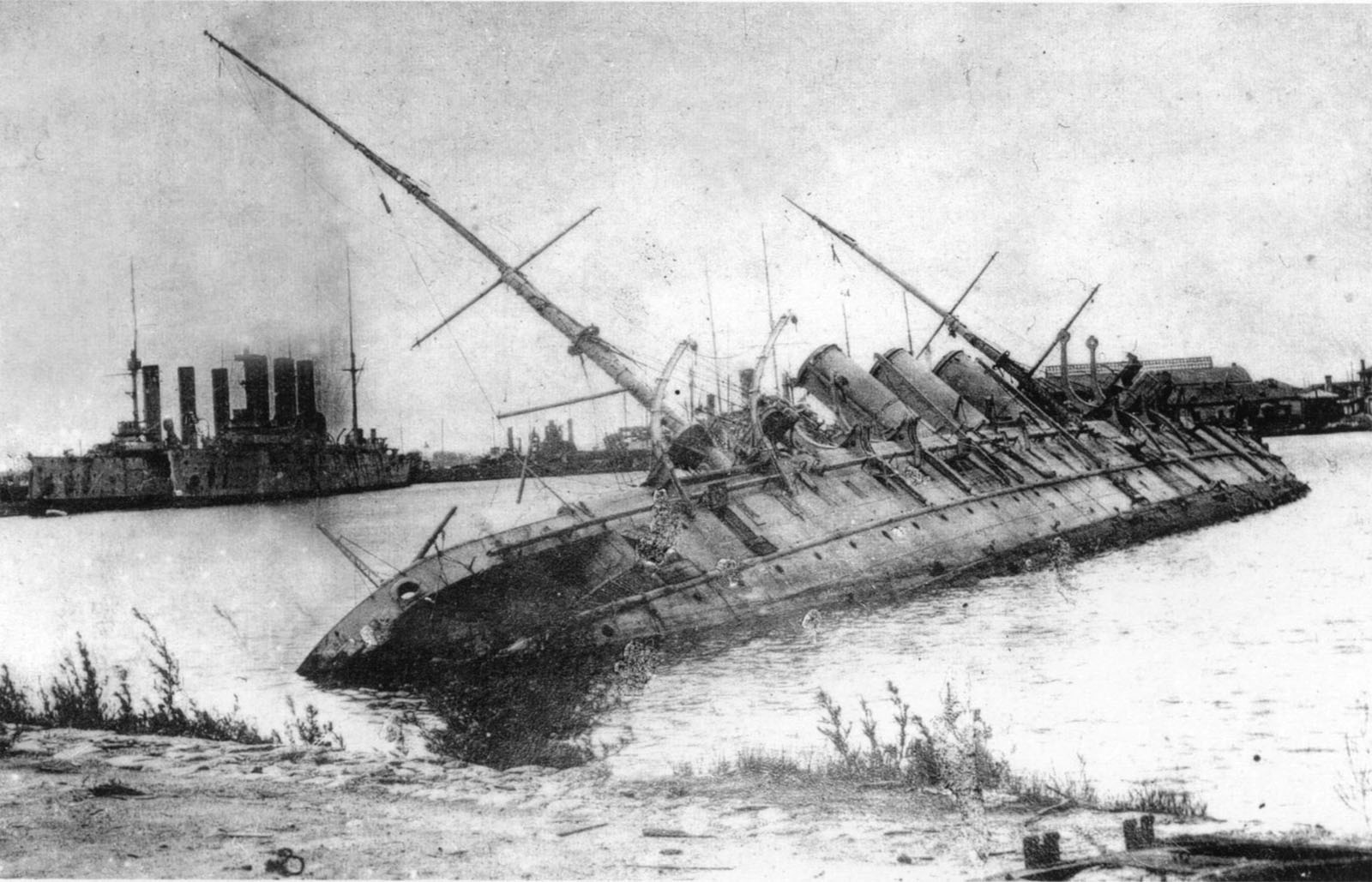
Il relitto del Pamjat' Azova dopo l'attacco delle motosiluranti britanniche il 18 agosto

Vari rinforzi furono inviati in appoggio dello squadrone di Cowan ai primi di luglio, tra cui la nuova portaerei HMS Vindictive con a bordo un assortimento di velivoli della Royal Air Force; il 6 luglio, mentre era in rotta per Tallinn, la Vindictive finì con l'incagliarsi su un banco di sabbia nei pressi del porto, ma fu infine liberata dopo otto giorni di sforzi grazie all'assistenza degli incrociatori Cleopatra e HMS Danae: gli aerei furono sbarcati a Björkö da dove operarono a partire da un aeroporto improvvisato. Nel corso del mese di luglio le navi britanniche intervennero varie volte con fuoco di artiglieria in appoggio dei reparti estoni, impegnati in una grande offensiva in direzione est congiuntamente alle forze "bianche" dell'Armata del Nord Ovest del generale Nikolaj Nikolaevič Judenič, mentre gli aerei della RAF compivano missioni di ricognizione; il 30 luglio bombardieri britannici attaccarono la rada di Kronštadt, riuscendo a piazzare una bomba sulla petroliera Tatiana. Gli incrociatori britannici si spinsero fino a scambiare colpi con le batterie costiere di Kronštadt e a ingaggiare schermaglie con sommergibili e cacciatorpediniere russi, anche se le mine rimasero la minaccia più importante: il 16 luglio i dragamine britannici Gentian e Myrtle andarono entrambi perduti per l'urto con mine russe nel Golfo di Finlandia.
Vista la scarsa propensione della squadra navale bolscevica a ingaggiare battaglia in mare aperto e la buona riuscita dell'attacco a Kronštadt del 16/17 giugno, l'ammiraglio Cowan organizzò una nuova incursione contro gli ancoraggi russi tramite una flottiglia di CMB. Nella notte tra il 17 e il 18 agosto, coperte da un'incursione dei velivoli della RAF con funzione di diversivo, otto motosiluranti britanniche guidate dal comandante Claude Dobson penetrarono nella rada di Kronštadt e attaccarono le navi ferme all'àncora: la CMB-79 silurò e affondò l'incrociatore Pamjat' Azova, un'obsoleta unità da tempo trasformata in nave appoggio torpediniere, ma fu a sua volta colpita e affondata dal fuoco russo; la CMB-31 di Dobson e la CMB-88 del tenente Gordon Steele riuscirono a portare un attacco alle due più importanti unità russe, piazzando un siluro ciascuno ai danni della nave da battaglia Petropavlovsk (che affondò in acque basse e fu successivamente recuperata) e della nave da battaglia Andrei Pervozvanny (che riportò gravi danni). La manovra di sganciamento della flottiglia britannica si svolse sotto un pesante fuoco nemico, e il cacciatorpediniere Gavril fu in grado di affondare due motosiluranti (la CMB-24 e, a seconda delle fonti, la CMB-62 o la CMB-67); tanto Dobson quanto Steele furono insigniti della Victoria Cross per l'azione.

### Operazioni finali
Dopo l'incursione su Kronštadt, le forze navali britanniche continuarono con le ormai consuete missioni di supporto di fuoco lungo la costa meridionale del Golfo di Finlandia, mentre gli aerei della RAF compivano ancora qualche bombardamento ai danni degli ancoraggi russi. Due cacciatorpediniere britannici andarono perduti ai primi di settembre: nella notte tra i 31 agosto e il 1º settembre il cacciatorpediniere HMS Vittoria fu silurato e affondato al largo di Seskar dal sommergibile russo Pantera, mentre nella notte tra il 3 e il 4 settembre il gemello HMS Verulam cadde vittima di una mina nella stessa zona. Alla fine di settembre l'Armata del Nord Ovest del generale Judenič lanciò una grande offensiva in direzione di Pietrogrado a partire dall'Estonia, e il monitore britannico HMS Erebus, appena arrivato in teatro, intervenne varie volte in appoggio dei reparti "bianchi"; ad ogni modo, le forze bolsceviche furono in grado di bloccare l'offensiva entro la metà di novembre e l'armata collassò, ripiegando oltre il confine con l'Estonia dove fu disarmata e sciolta.
In Lettonia, nel frattempo, le milizie tedesche avevano riconquistato Riga il 22 maggio, lasciando in mano ai bolscevichi solo la regione orientale della Letgallia. La guerra d'indipendenza della Lettonia era ormai degenerata in un conflitto interno tra i nazionalisti, e scontri presero vita tra i tedeschi da un lato e i reparti lettoni ed estoni dall'altro: solo con la mediazione degli anglo-francesi fu possibile giungere a un armistizio in luglio che portò al richiamo in patria del generale von der Goltz e consentì al governo lettone di tornare a insediarsi a Riga, mentre le milizie tedesche transitavano quasi interamente all'interno delle Armate Bianche. La tregua fu solo momentanea, e ai primi di ottobre le forze "bianche" del generale Pavel Rafailovič Bermondt-Avalov (ostili all'indipendenza delle ex provincie russe tanto quanto erano ostili al bolscevismo) lanciarono un nuovo attacco su Riga; le forze lettoni contrattaccarono, potendo contare su un forte supporto d'artiglieria da parte di una squadra navale britannica (tre incrociatori e quattro cacciatorpediniere) e francese (quattro cacciatorpediniere): nel corso degli scontri, il 17 ottobre l'incrociatore HMS Dragon fu raggiunto da colpi di una batteria costiera "bianca" riportando danni oltre a nove morti e cinque feriti tra l'equipaggio. L'appoggio ai lettoni da parte degli anglo-francesi fece fallire l'attacco dei "bianchi" a Riga, come pure un'analoga offensiva lanciata contro Liepāja; i resti delle forze di Bermondt-Avalov furono infine costrette alla resa il 29 novembre 1919.
L'ultima azione in mare nel teatro del Baltico si ebbe il 21 ottobre, quando quattro cacciatorpediniere russi compirono una sortita da Kronštadt: in un apparente tentativo di disertare, tre unità (Gavril, Konstantin e Svoboda) finirono in un campo minato britannico e affondarono tutte con pesanti perdite umane, mentre la quarta unità (Azard) fu in grado di rientrare alla base. I combattimenti stavano ormai cessando sul fronte estone: dopo vari tentativi di stipulare un armistizio, estoni e bolscevichi siglarono infine un cessate il fuoco il 3 gennaio 1920 che portò poi alla stipula del trattato di Tartu il 2 febbraio seguente. Un'offensiva congiunta di reparti lettoni e polacchi nel gennaio 1920 aveva portato alla cacciata delle residue forze bolsceviche dalla Letgallia, e dopo la stipula di un cessate il fuoco il 1º febbraio le due parti siglarono il trattato di Riga l'11 agosto 1920. Con la dissoluzione delle forze "bianche" e la cessazione delle ostilità nei paesi baltici la campagna britannica nelle acque del Baltico non aveva più significato, e alla fine del dicembre 1919 le unità della Royal Navy erano state ritirate, ponendo fine alla campagna.

### Annotazioni
1. ↑  Le principali unità dislocate nel Mar Nero erano state autoaffondate dagli stessi russi per impedire che fossero trasferite ai tedeschi per effetto del trattato di Brest-Litovsk; gran parte di ciò che rimaneva era caduto poi nelle mani dei britannici e quindi delle Armate Bianche anti-bolsceviche.
2. ↑  Raskolnikov fu detenuto in Inghilterra fino al maggio 1919, quando fu rimpatriato in cambio della restituzione di un gruppo di prigionieri di guerra britannici catturati dai bolscevichi.
3. ↑  Il relitto del L55 fu recuperato dai russi nel 1928, riparato e rimesso in servizio con la Marina sovietica facendo da modello per la realizzazione della classe Leninets del 1931-1941.

### Fonti
1. 1 2 3 4 5 6 7  (EN) Andrew Parrot, The Baltic States from 1914 to 1923 (PDF), su bdcol.ee. URL consultato il 14 novembre 2016 (archiviato dall'url originale l'8 agosto 2019).
2. 1 2 3  (EN) Richard M. Langworth, Churchill and the Baltic, Part I: 1918-1931, su winstonchurchill.org. URL consultato il 14 novembre 2016.
3. ↑  Veronesi, p. 41.
4. 1 2 3 4  (EN) Walter Cowan, Baltic Operations - Naval Despatch dated 9 February 1920, su naval-history.net. URL consultato il 15 novembre 2016.
5. ↑  (EN) F.F. Raskolnikov, A prisoner of the British, su marxists.org. URL consultato il 15 novembre 2016.
6. 1 2 3 4 5  (EN) RUSSIAN BOLSHEVIK WATERS 1919 - Royal Navy Operations in Outline, su naval-history.net. URL consultato il 16 novembre 2016.
7. ↑  (EN) Killed in action on Friday 17th October 1919, su hmsdragon1919.co.uk. URL consultato il 16 novembre 2016.